# Сухий Кінець
Сухий Кінець (пол. Suchy Koniec) — частина села Кункі у Польщі, в Люблінському воєводстві Томашівського повіту, ґміни Сусець.

## Історія
Первісним населенням були русини-лемки, які компактно проживали на своїх історичних землях.